# Jules Méline
Félix Jules Méline (20. maj 1838 i Remiremont - 21. december 1925) var en fransk statsmand.
Méline blev advokat i Paris og deltog som mådeholden republikaner i oppositionen mod kejserdømmet. 1872 kom han ved et udfyldningsvalg ind i Nationalforsamlingen, hvor han sluttede sig til Venstre. 1876 valgtes han til Deputeretkammeret, var december 1876—maj 1877 understatssekretær i Justitsministeriet, men gjorde sig særlig bemærket, da han som ordfører for toldudvalget 1880—81 optrådte som talsmand for stærk beskyttelse. Februar 1883—april 1885 var han landbrugsminister under Jules Ferry og fik gennemført forhøjet told både for sukker, korn og kvæg. Senere var han formand for den særlige agrargruppe, der krævede yderligere beskyttelse for landbruget. April 1888—november 1889 var han formand i Deputeretkammeret, blev 1890 formand og ordfører for toldudvalget og var hovedophavsmand til den nye udpræget protektionistiske toldlov af 1892.
April 1896 overtog han atter Landbrugsministeriet og tillige ledelsen af et moderat republikansk kabinet, der delvis støttedes af det monarkistiske Højre, men bekæmpedes af det kirkefjendske, socialradikale Venstre. Mélines uvilje mod radikale skridt gjorde ham til bestemt modstander af Dreyfusprocessens revision; efter som dette spørgsmål tilspidsede de politiske modsætninger, blev forbundet med Højre vanskeligere, og ved valget maj 1898 blev Venstre så stærkt, at Méline næste måned måtte vige for den radikale Brisson. Hans saglige og parlamentariske dygtighed bevarede ham stillingen som leder af de moderate oppositionsgrupper, der forenedes til "Progressisterne". Ved præsidentvalget februar 1899 fik han 279 stemmer og 1903 gik han over i Senatet, hvor han kæmpede ivrigt mod ophævelsen af konkordatet, men dog på grund af sin fremrykkede alder og radikalismens vækst ikke kom til at spille nogen hovedrolle. Han har forfattet et vægtigt indlæg for sine statsøkonomiske anskuelser: Le retour à la terre et la surproduction industrielle (1905).